# أنديشة

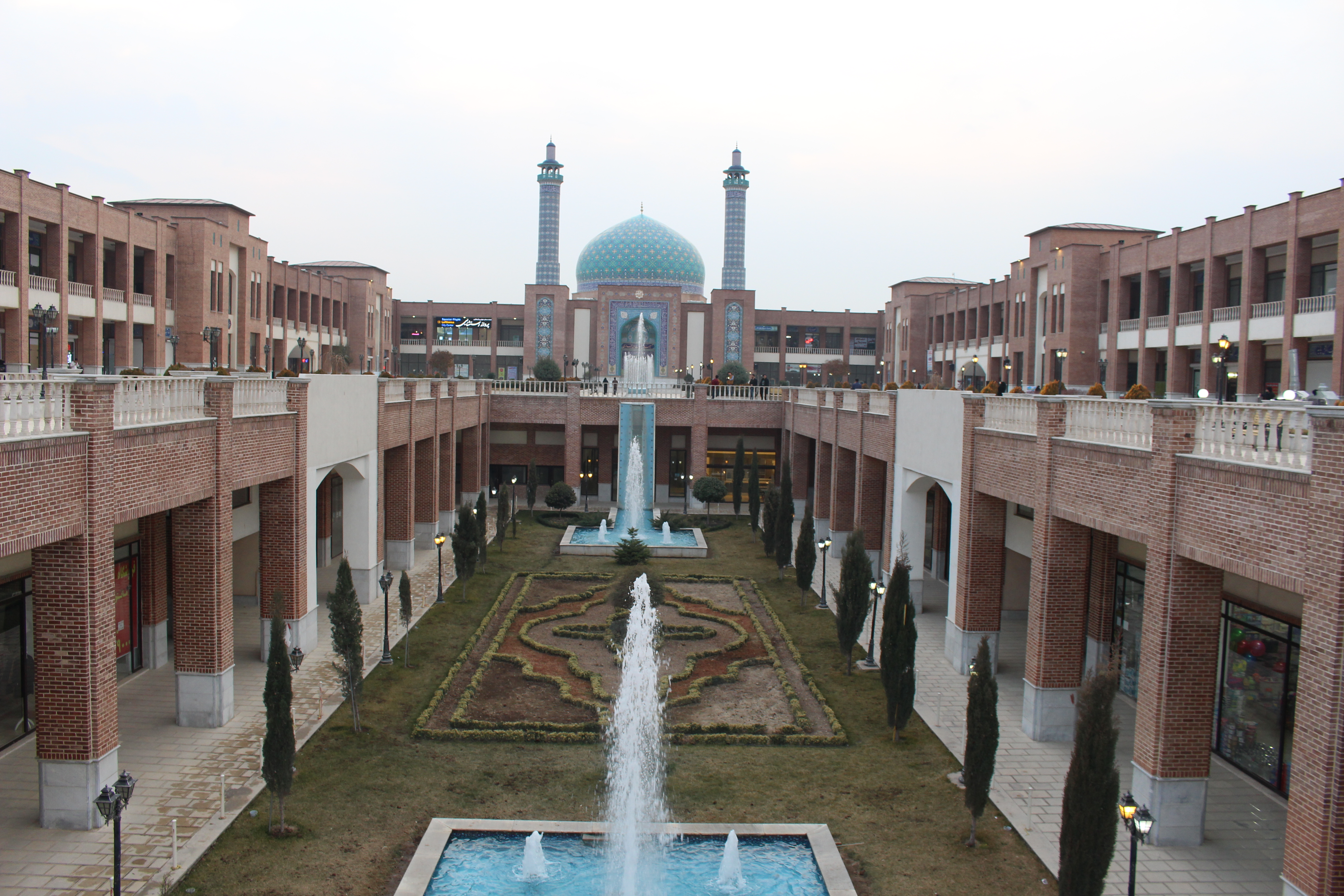
بازار نقش جهان أنديشه الكبير - البازار الإسلامي الإيراني الكبير.

أنديشة هي مدينة إيرانية تقع في محافظة طهران.
يبلغ عدد سكانها 75,596 حسب إحصاء عام 2006 م.